# Plakshot
Plakshot is een Nederlands satirisch televisieprogramma dat sinds 17 oktober 2021 wordt uitgezonden door de VPRO op NPO 3.
Het zevende seizoen werd uitgezonden in het voorjaar van 2025. De VPRO liet weten dat dat het laatste seizoen zal zijn.

## Inhoud van het programma
Plakshot wordt gepresenteerd door Roel Maalderink die het programma niet vanuit een studio maar in zijn eigen huis presenteert. Hij woont samen met zijn broer die ook regelmatig te zien is op de achtergrond. Het programma is ingedeeld in rubrieken.
- In het begin van het programma interviewt Roel een gewone Nederlander om een mening te vragen over een bepaald onderwerp.
- Roel bespreekt onderwerpen op de bank in zijn huis maar soms zit hij ook aan de eettafel en is hij in de keuken te zien.
- Parodieën op tv-programma's of bedrijven. In de eerste aflevering speelde Roel een verslaggever van Ongehoord Nederland en was de naam Ongeschoren Nederland.
- Aan het einde is er een lied over een bepaald onderwerp dat in die week speelde.

Sinds 7 september 2022 heeft Plakshot ook een eigen YouTube-kanaal.

## Kijkcijfers en ontvangst
De eerste aflevering haalde plek 24 van de top 25 best bekeken programma van zondag 17 oktober. De andere uitzendingen kenden minder kijkers maar kregen lovende recensies.

## Seizoen 1 (najaar 2021)
| Afl. | Datum            | Voxpop                                       | Parodie                                                               | Lied                                          | Kijkcijfers |
| ---- | ---------------- | -------------------------------------------- | --------------------------------------------------------------------- | --------------------------------------------- | ----------- |
| 1    | 17 oktober 2021  | Podcast maken                                | Glitter & Slander, Ongeschoren Nederland                              | Ik kom je prikken                             | 380.000     |
| 2    | 24 oktober 2021  | Freek de Jonge eerbetoon, Talpa Talentzoeker | Clown Jari, NOS op 3 parodie                                          | geen                                          | 183.000     |
| 3    | 31 oktober 2021  | DDR interview                                | Weerbericht, Troepvangers.nl, Ei legt kip                             | LinkedIn (is er leven op Habbo)               | 193.000     |
| 4    | 7 november 2021  | Coronagrappen                                | Hilverkut, Gijs Roeldemaker                                           | Trotse Demonstrant                            | 187.000     |
| 5    | 14 november 2021 | DDR interview                                | QR-code kopen, Irritante Reclames, First Dates                        | geen                                          | 305.000     |
| 6    | 21 november 2021 | Shell neemt afscheid                         | Gokreclames, Ongeschoren Nederland, RoelDiePie                        | geen                                          | 208.000     |
| 7    | 28 november 2021 | geen                                         | Gijs Roeldemaker, De Spiegel, NPO informatiefilmpje, HISTORY Herdenkt | It's beginning to look a lot like... Lockdown | 150.000     |

## Seizoen 2 (voorjaar 2022)
| Afl. | Datum        | Voxpop                                   | Parodie | Gast           | Lied                      | Kijkcijfers |
| ---- | ------------ | ---------------------------------------- | --- | -------------- | ------------------------- | ----------- |
| 1    | 15 mei 2022  | Twitterreacties                          | Wanking The Stars, De Knorrespondent, Het Meningencircus, Walk On (Insert Country)                                     | geen           | geen                      | 114.000     |
| 2    | 22 mei 2022  | Ernst Duiker                             | Roelie Bouma, Verborgen Toekomst                                                                                       | geen           | Ironie                    | 99.000      |
| 3    | 29 mei 2022  | geen                                     | Hello Duurt Lang, The Passion Promo's, Enorm Complexe Problemen Met Diederik Jekel, De Knorrespondent, Cancelfest 2022 | Diederik Jekel | geen                      | 167.000     |
| 4    | 5 juni 2022  | Groningen                                | Deeltijd Prinsesje, [De]bunker, Klusbedrijf de vrolijke hamer, Ongeschoren Nederland                                   | Tony Star      | Mag ik dan bij jou kijken | 191.000     |
| 5    | 12 juni 2022 | Oekraïnemoe, Sluikreclame, DDR interview | Je mag niet eens meer flirten, VPRO Jus, Giro 555 antwoordapparaat                                                     | Bas Heijne     | geen                      | 100.000     |
| 6    | 19 juni 2022 | Knappe mannen en vrouwen                 | Boeren televisieprogramma's, Clockchain, Wanking The Stars, Brainf@rt, De Batsbroertjes, Zomerhits                     | geen           | geen                      | 134.000     |

## Seizoen 3 (najaar 2022)
In seizoen 3 was Plakshot te zien op vrijdag, in plaats van zondag.
| Afl. | Datum            | Voxpop                                           | Parodie | Gast                                             | Lied                   | Kijkcijfers |
| ---- | ---------------- | ------------------------------------------------ | --- | ------------------------------------------------ | ---------------------- | ----------- |
| 1    | 21 oktober 2022  | Gaswinning                                       | Evert, BiBoks TV, Corona Boeie, Wanking The Stars, Persconferentie Qatar                                     | geen                                             | De Buurtapp            | 149.000     |
| 2    | 28 oktober 2022  | Vluchtelingen, DDR interview                     | Tussen Kunst & Kitsch, Evert, Call of Duty Voxpop, Roelie Bouma, Roel Carpool                                | Rutger Bregman                                   | geen                   | 130.000     |
| 3    | 4 november 2022  | Duurzame dag namens Shell, We ♥ Qatar            | Evert, Rechtbankballonartiest, Defensiememes, Wanking the Stars                                              | geen                                             | We juichen voor Oranje | 127.000     |
| 4    | 11 november 2022 | Crisis                                           | Evert, Nederland Vleesland, Ongeschoren Nederland, De Akkers van God, College Tourette, Wanking the Stars    | Michiel Vos                                      | geen                   | 96.000      |
| 5    | 18 november 2022 | Abortus                                          | Evert, Economy Class, Twitter Afkickkliniek, KNVB persconferentie, Clown Jari, Push-loper, De Knorrespondent | geen                                             | geen                   | 107.000     |
| 6    | 25 november 2022 | Anti-Zwarte Piet activisten, Black Friday wensen | Dubbelgevoel, Evert, DWDD-niveau, Millennial Toys, MrBeest, Back to '22, BOOS                                | Tim Hofman, Alexander Klöpping, Georgina Verbaan | geen                   | 149.000     |

## Seizoen 4 (voorjaar 2023)
Sinds seizoen 4 is Plakshot weer terug op de zondagavond. Ook heeft Jos sinds dit seizoen een eigen rubriek: De Rubriek van Jos.
| Afl. | Datum        | Voxpop                | Parodie | Rubriek van Jos                         | Gast                                | Lied                        | Kijkcijfers |
| ---- | ------------ | --------------------- | --- | --------------------------------------- | ----------------------------------- | --------------------------- | ----------- |
| 1    | 21 mei 2023  | Vlees eten            | Flits Kidz, van fan naar zen, het Transavia drama, Lezen Simulator                                                          | Leesvaardigheid                         | geen                                | De Buurtapp - BBQ           | 140.000     |
| 2    | 28 mei 2023  | Meta                  | Wanking The Stars, First House, Safe Space Van Koningsbrugge, Navelstaren De Podcast, Ahold Delhaize zelfscankassa          | Kamp Van Koningsbrugge                  | geen                                | Een ode aan Gerrit Hiemstra | 104.000     |
| 3    | 4 juni 2023  | VVD-congres           | Evert, Het verhaal van Nederland, Ongeschoren Nederland, ICT-werkers gezocht, Navelstaren De Podcast, BiDarts               | Verouderde ICT-systemen bij de overheid | geen                                | Pump it like Renze          | 140.000     |
| 4    | 11 juni 2023 | Genderongelijkheid    | Gijs Roeldemaker, Navelstaren De Podcast, Rijksoverheid Afdeling Ereschuld, Skeerpop Festival, Boomerbril, Good Bye, Rutte! | Genderongelijkheid                      | geen                                | geen                        | 100.000     |
| 5    | 18 juni 2023 | Compilatie-aflevering | Compilatie-aflevering | Compilatie-aflevering                   | Compilatie-aflevering               | Compilatie-aflevering       | 75.000      |
| 6    | 25 juni 2023 | Aanhalingstekens      | Tata de Clown, Evert, Veeteelt-Voxpop, Russen klaar met Halsema, Wanking The Stars, Navelstaren De Podcast, NPO Swag        | Leestekens                              | Jan Kooijman, Emma Keuven, Sara Dol | geen                        | 88.000      |
| 7    | 2 juli 2023  | Slavernijverleden     | [D]ebunker, Het Gaat Goed, HBO Opiniemaker, AI-Voxpop, Kersenvlaai, PR & Communicatie, Navelstaren De Podcast               | Kunstmatige intelligentie               | geen                                | geen                        | 219.000     |

1. ↑  Vanwege Pinkpop werd de uitzending later uitgezonden en werd de reguliere uitzending vervangen voor een compilatie-aflevering.

## Seizoen 5 (najaar 2023)
| Afl. | Datum            | Voxpop                | Parodie | Rubriek van Jos                | Gast                  | Lied                  | Kijkcijfers |
| ---- | ---------------- | --------------------- | --- | ------------------------------ | --------------------- | --------------------- | ----------- |
| 1    | 12 november 2023 | geen                  | Nieuwe kleine CDA, de juiste kant van de geschiedenis, Egelopvang Goes, inclusiviteit bij D66, de heilige Pieter, pompen met politici                                                | Politici die domme dingen doen | geen                  | De Buurtapp - Stemmen | 109.000     |
| 2    | 19 november 2023 | geen                  | Peilingen, Ravotten op het Binnenhof, Mensen stemmen toch wel op ons, Superieure GroenLinks-PvdA, Milde PVV, Mist u 'm al?, backstage bij het Sinterklaasjournaal                    | VVD                            | geen                  | geen                  | 158.000     |
| 3    | 26 november 2023 | Verkiezingsuitslag    | De Haagse Knaapjes, NSC ruikt macht, Yuppenbal, NOS Mansplainer, klimaatverslaggevers, Wanking the Stars, CampagneVeilingen.nl                                                       | Klimaat                        | geen                  | geen                  | 111.000     |
| 4    | 3 december 2023  | Robots                | Geertcentrale, honden en stikstof, kwakzalverkiller Bas, HOOP, 4voor12 | geen                           | Marco Schuitmaker     | geen                  | 146.000     |
| 5    | 10 december 2023 | DDR interview         | Samen bouwen aan vertrouwen, Het Media Motel, Het Groot Dictee der Nederlandse Taal, Recensieloper, Babbeltruc, Ongeschoren Nederland, instructievideo voor nieuwe Tweede Kamerleden | Preutsheid                     | geen                  | geen                  | 100.000     |
| 6    | 17 december 2023 | De Grondwet           | Wanking the Stars, TikTak, Watertanden, NS irritatie manager, Roeltje naar het einde van de wereld                                                                                   | Falen van de spoorwegen        | geen                  | Kerstlied             | 77.000      |
| 7    | 24 december 2023 | Compilatie-aflevering | Compilatie-aflevering | Compilatie-aflevering          | Compilatie-aflevering | Compilatie-aflevering |             |

1. ↑  Er was toen geen rubriek, omdat Jos last had van een winterdip.
2. ↑  S05 werd afgesloten met een compilatieaflevering.

## Seizoen 6 (voorjaar 2024)
Plakshot was vanaf 6 mei 2024 op de buis met het zesde seizoen. Het programma verhuisde van de late avond naar 20:30 uur en werd op maandag uitgezonden in plaats van de zondagavond. Nieuw onderdeel waren de Narsisters, een satirische rubriek in de vorm van een podcast waarin Simoon Hermus en Vera van Zelm uiteenlopende onderwerpen bespreken en ondertussen heel tevreden zijn met zichzelf.
| Afl. | Datum        | Voxpop                                                        | Parodie | Rubriek van Jos         | Lied                    | Kijkcijfers |
| ---- | ------------ | ------------------------------------------------------------- | --- | ----------------------- | ----------------------- | ----------- |
| 1    | 6 mei 2024   | Ajax slecht, Dodenherdenking                                  | Rutte op gesprek bij NAVO, Als ik zeg Europapa, wat zegt u dan?, de Narsisters                                           | Plastische chirurgie    | De Buurtapp - Pakketjes | 161.000     |
| 2    | 13 mei 2024  | Eurovision Moments, Links, opdat wij niet vergeten, Monogamie | Serveerder interview, UvA-promotievideo, De rode lijn, de Narsisters: Relationships, Yuppenbank, Wanking The Stars       | Polyamorie              | geen                    | 145.000     |
| 3    | 20 mei 2024  | Hardcorefans, Morele steun aan Oekraïne                       | Excuses van de PVV, De Haagse Knaapjes: Premier, de Narsisters: Ondernemen, Alfaman op de huishoudbeurs, Columnistentour | Mannelijke rolmodellen  | geen                    | 199.000     |
| 4    | 27 mei 2024  | VVD-congres, Schiphol geluidsoverlast                         | Vroeger Vogels, Omroep Maxer, de Narsisters: Natural Beauty, Ongeschoren Nederland                                       | Europese Verkiezingen   | geen                    | 177.000     |
| 5    | 3 juni 2024  | FHM500, Europese Verkiezingen, DDR interview: Leger           | Dick Schoofs persconferentie training, Wilders in de oppositie, de Narsisters: Healthy foods, Debat van tegenwoordig     | Europese Verkiezingen 2 | geen                    | 193.000     |
| 6    | 17 juni 2024 | Klimaatgekkies hebben te veel vrije tijd, Derde Wereldoorlog  | De Haagse Knaapjes: Voetbaltermen, Amerika-correspondentie, de Narsisters: Sustainable fashion, Je-Weet-Wel-festival     | Derde Wereldoorlog      | geen                    |             |

1. 1 2 3 4  Als onderdeel van de Rubriek van Jos.
2. ↑  Wegens het EK atletiek werd een week overgeslagen.

## Seizoen 7 (voorjaar 2025)
Het 7e seizoen van Plakshot werd voor het eerst uitgezonden met publiek. Het programma werd op zondagavond uitgezonden, vanaf 11 mei 2025. 
| Afl. | Datum        | Voxpop                                                                                    | Parodie | Rubriek van Jos         | Narsisters                         | Kijkcijfers |
| ---- | ------------ | ----------------------------------------------------------------------------------------- | --- | ----------------------- | ---------------------------------- | ----------- |
| 1    | 11 mei 2025  | de FeMANist                                                                               | Schoof over Gaza, the Voice of God, werkweek van een PVV-kamerlid                                               | Partij voor de Vrijheid | Mental health: met Dr. Bram Bakker | 145.000     |
| 2    | 18 mei 2025  | Draagvlak voor een nieuwe AZC                                                             | De oudste Gen-Z'er, Deug jij ook zo?, PSV-shirtje kopen?                                                        | Signal                  | Relationships: met Henry van Loon  | 150.000     |
| 3    | 25 mei 2025  | Hoe denken mensen hier over oorlog en in Oekraïne?                                        | Spreekbeurt over vapes, Een journalist moet altijd neutraal en objectief zijn, Per Seconde Wijzer: pornosterren | Neutrale journalistiek  | Health tracking                    | 149.000     |
| 4    | 1 juni 2025  | Hoe hyped is Nederland over Tesla?                                                        | De huizenmarkt anno 2025, MediaMotel: VVD'ers rimmen, Jos in de klassenapp                                      | Kees Berghuis           | Sisterhood: met Jennifer Hoffman   | 151.000     |
| 5    | 15 juni 2025 | Wat had de VVD de afgelopen vijftien jaar beter kunnen doen?, Lezen is niet saai-campagne | Wat is kunst voor mannen?, Godwin de podcast                                                                    | Oprukkend facisme       | Legacy: met Paul de Leeuw          | 180.000     |
| 6    | 22 juni 2025 |                                                                                           | Godwin de podcast                                                                                               | Wat is woke?            | Communication skills               |             |
| 7    | 29 juni 2025 |                                                                                           | | Solidariteit            | Feminisme: met Hedy d'Ancona       |             |
| 8    | 6 juli 2025  |                                                                                           | | Eindconclusie           | Motherhood is een state of mind    |             |

1. 1 2 3 4  Als onderdeel van de Rubriek van Jos.